# 印地英語
印地英語（英語：Hinglish），是一個印地語和英語混成的語言品種。
印地文和英文能夠自由地在一個句子內或句子之間互換之間。
主要使用地區及位於印度次大陸、或印度裔社群。
在19世紀30年代，東印度公司統治時期在印度展開英語公共教育（當時的印度、乃至於今天，都有這個世界上最豐富且不同語言的地區之一）。

## 歷史
在18世紀，隨著東印度公司，印度的語言與外國英語元素接觸。在殖民地印度，英語成為權威的象徵，是傳播包括基督教在內英國文化的強大霸權工具。

## 字典
印度英語的字典已經出版。